# Lijst van burgemeesters van Rauwerderhem
Dit is een lijst van burgemeesters van de voormalige Nederlandse gemeente Rauwerderhem tot die gemeente op 1 januari 1984 opging in de gemeente Boornsterhem.
| Ambtsperiode | Naam burgemeester                | Partij of stroming | Bijzonderheden                                                                          |
| ------------ | -------------------------------- | ------------------ | --------------------------------------------------------------------------------------- |
| 1852 - 1861  | O.E. Houtsma                     |                    |                                                                                         |
| 1861 - 1872  | Epke (E.) Adema                  |                    | later burgemeester van Harmelen en Veldhuizen                                           |
| 1872 - 1896  | A.H. van Slooten                 |                    |                                                                                         |
| 1896 - 1912  | H.B. van Slooten                 |                    | zoon van voorganger                                                                     |
| 1912 - 1919  | Jacob (J.) Bleeker               |                    | later o.a. burgemeester van Dordrecht                                                   |
| 1919 - 1955  | Jhr. J.M. van Beijma thoe Kingma |                    | Kleinzoon van jhr. Frederik Hessel van Beijma thoe Kingma, burgemeester van Aengwirden. |
| 1955 - 1975  | Johannes (J.) van den Bent       | PvdA               | eerder burgemeester van Vlieland                                                        |
| 1975 - 1976  | Atze (A.) Oosterhoff             | CHU                | waarnemend                                                                              |
| 1976 - 1984  | Jan (J.) van der Meer            | PvdA               | later burgemeester van Nijefurd                                                         |